# Ixtacomitán 5.ª Sección
Ixtacomitán 5.ª Sección es una localidad del municipio de Centro ubicado en la subregión centro del estado mexicano de Tabasco.

## Geografía
La localidad de Ixtacomitán 5.ª Sección se sitúa en las coordenadas geográficas 17°56′11″N 92°58′21″O / 17.936389, -92.972500, a una elevación de 9 metros sobre el nivel del mar.

## Demografía
Según el Censo de Población y Vivienda 2020, efectuado por el Instituto Nacional de Estadística y Geografía, la localidad de Ixtacomitán 5.ª Sección tiene 943 habitantes, de los cuales 447 son del sexo masculino y 496 del sexo femenino. Su tasa de fecundidad es de 2.08 hijos por mujer y tiene 267 viviendas particulares habitadas.
| Gráfica de evolución demográfica de Ixtacomitán 5.ª Sección entre 1970 y 2020 |
|                                                                               |
| INEGI.                                                                        |